# Kumite féminin moins de 68 kg
Le kumite individuel féminin moins de 68 kg est une épreuve sportive individuelle opposant dans un combat des karatékas féminines seniors pesant moins de 68 kg. Cette épreuve proposée en compétition officielle à compter de 2009 est inscrite au programme des championnats du monde de karaté depuis la vingtième édition disputée en 2010 à Belgrade.

## Championnes

### Compétitions mondiales

#### Jeux mondiaux
| Jeux        | Or          | Argent                    | Bronze        |
| ----------- | ----------- | ------------------------- | ------------- |
| 2013 – Cali | Kayo Someya | Ana María Escandón Loaiza | Cheryl Murphy |

#### Championnats du monde
| Championnats    | Or                  | Argent             | Bronze                                 |
| --------------- | ------------------- | ------------------ | -------------------------------------- |
| 2010 – Belgrade | Yadira Lira Navarro | Asumi Ishizuka     | Irene Colomar Costa Hafsa Şeyda Burucu |
| 2012 – Paris    | Kayo Someya         | Hafsa Şeyda Burucu | Heba Abd Elhamid Tiffany Fanjat        |
| 2014 – Brême    | Alizée Agier        | Gitte Brunstad     | Iryna Zaretska Alisa Buchinger         |

### Compétitions continentales

#### Jeux africains
| Jeux               | Or           | Argent           | Bronze                           |
| ------------------ | ------------ | ---------------- | -------------------------------- |
| 2011 – Maputo      | Faten Aissa  | Heba Abd Elhamid | Zouhira Abdelkader Sylvie Ivrana |
| 2015 – Brazzaville | Lamya Matoub | Meghan Booyens   | Merilynn Manthe Radwa Abdelsalam |

#### Jeux asiatiques
| Jeux           | Or                | Argent        | Bronze                          |
| -------------- | ----------------- | ------------- | ------------------------------- |
| 2010 – Canton  | Feng Lanlan       | Emiko Honma   | Samira Malekipour Liu Ya-li     |
| 2014 – Incheon | Guzaliya Gafurova | Tang Lingling | Chao Jou Shree Sharmini Segaran |

#### Jeux européens
| Jeux         | Or             | Argent          | Bronze         |
| ------------ | -------------- | --------------- | -------------- |
| 2015 – Bakou | Iryna Zaretska | Alisa Buchinger | Marina Raković |

#### Jeux panaméricains
| Jeux               | Or                 | Argent              | Bronze                             |
| ------------------ | ------------------ | ------------------- | ---------------------------------- |
| 2011 – Guadalajara | Lucélia Ribeiro    | Yadira Lira Navarro | Yoly Guillén Yoandra Moreno        |
| 2015 – Toronto     | Natalia Brozulatto | Xhunashi Caballero  | Priscilla Lazo Nieto Omaira Molina |

#### Championnats d'Europe
| Championnats       | Or                   | Argent              | Bronze                                    |
| ------------------ | -------------------- | ------------------- | ----------------------------------------- |
| 2009 – Zagreb      | Petra Volf           | Tiffany Fanjat      | Irene Colomar Costa Vassilikí Panetsídou  |
| 2010 – Athènes     | Vassilikí Panetsídou | Hafsa Şeyda Burucu  | Tiffany Fanjat Silvia Sperner             |
| 2011 – Zurich      | Fanny Clavien        | Irene Colomar Costa | Laura Pradelli Ivona Tubić                |
| 2012 – Adeje       | Hafsa Şeyda Burucu   | Tiffany Fanjat      | Marina Raković Inga Sheroziya             |
| 2013 – Budapest    | Hafsa Şeyda Burucu   | Alisa Buchinger     | Sandra Metzger Marina Raković             |
| 2014 – Tampere     | Inga Sheroziya       | Merve Çoban         | Ivona Tubić Cristina Vizcaíno González    |
| 2015 – Istanbul    | Alisa Buchinger      | Elena Quirici       | Marina Raković Cristina Vizcaíno González |
| 2016 – Montpellier | Elena Quirici        | Alisa Buchinger     | Sherilyn Wold Johanna Kneer               |